# Silvio Pellerani
Silvio Umberto Maria Luigi Pellerani (Genova, 3 aprile 1887 – Genova, 6 giugno 1945) è stato un calciatore italiano, di ruolo attaccante.

## Biografia
Nato e morto a Genova, si sposò con Violetta Clerici che alla sua morte lo fece seppellire nei pressi di Maccagno.

### Carriera
Visse la sua intera carriera calcistica tra le file del Genoa, giocandovi la finale del campionato 1904 contro la Juventus.
La partita si disputò il 27 marzo 1904 a Genova, nel campo di Ponte Carrega. Il match terminò uno a zero a favore dei rossoblu. Pellerani fu indicato dal giornale genovese Il Caffaro tra i migliori in campo.
Il giovane Pellerani vinse il suo unico scudetto a 17 anni, una settimana prima del suo 18º compleanno. La sua carriera calcistica terminò con quell'unico incontro.
Con i grifoni giocò anche due incontri di Palla Dapples.

## Palmarès

### Calciatore

#### Club

##### Competizioni nazionali
- Campionato italiano: 1

Genoa: 1904